# Ронні Монтроз
[[Файл:Ronnie Montrose 4 - Montrose - 1974.jpg|thumb|Ронні Монтроз в 1974. Фото [http://www.jimsummaria.com/%5Bнедоступне+посилання+з+липня+2019%5D Jim Summaria]]

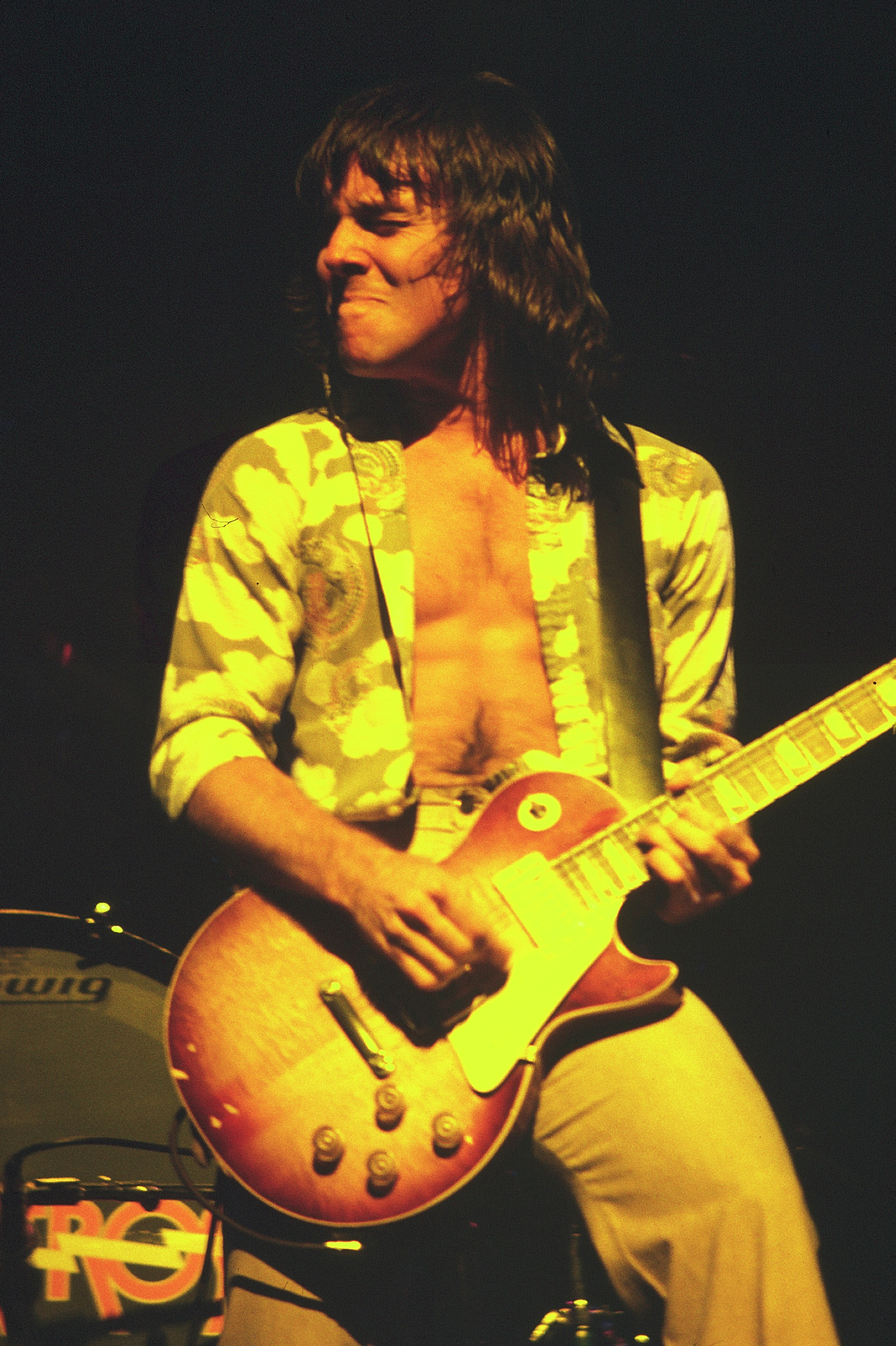
Ронні Монтроз в 1974. Фото [http://www.jimsummaria.com/ Jim Summaria

Ронні Монтроз (Ronnie Montrose; 29 листопада 1947, Денвер, Колорадо, США) — гітарист, композитор, автор текстів, продюсер.

## Кар'єра
Свою музичну кар'єру Ронні розпочав у Сан-Франциско як сесійний гітарист. Після періоду співпраці з Ван Моррісоном, Боз Скагґсом, Едгаром Вінтером та Mott The Hoople, восени 1973 року він утворив власний гурт Montrose. До першого складу цієї формації ввійшли: Семмі Хейгер (Sammy Hagar) — вокал, Білл Черч (Bill Church) — бас та Денні Кармассі — ударні. Незабаром Ронні уклав угоду з фірмою «Warner Brothers» і досить швидко видав дебютний альбом «Montrose», який продюсував Тед Темплмен. Поєднання динамічного співу Хейгера з «хриплим» звучанням гітари Монтроза стало згодом новим взірцем для багатьох молодих гуртів. Сам лонгплей, який пропонував такі класичні записи, як «Bad Motor Scooter», «Space Station № 5» та «Rock The Nation» надалі став вважатись однією з перлин хард-року. Перед записом альбому «Paper Money», що стилістично був продовженням попередника, місце Черча зайняв Алан Фітцджеральд. Проте вже після промоційного турне гурт залишив Хейгер, а нові музиканти — Боб Джеймс (Bob James), вокал, та Джим Елсівер (Jim Alcivar), клавішні, — не допомогли відтворити чарівність перших записів групи. Черговий альбом зазнав повної комерційної поразки, тому 1976 року гурт розпався.
Ронні розпочав сольну кар'єру і 1978 року запропонував інструментальну платівку «Open Fire», яка являла собою мішанину різних стилів від хард-року до джаз-року, що не сподобалось ні фанам, ні критикам. Розчарований такою невдачею сольного дебюту, Ронні 1979 року утворив нову формацію Gamma з вокалістом Дейві Паттісоном, яка до кінця 1982 року записала три альбоми. Коли 1983 року і цей гурт розпався, Ронні після деякої перерви вирішив записати черговий сольний лонгплей «Territory», який теж зустріли прохолодно.
1987 року гітарист об'єднав свої сили з вокалістом Джонні Едвардсом (Johnny Edwards), ударником Джеймсом Коттакі та колишнім басистом свого гурту Gamma Гленом Летчем. Першим плодом їх співпраці став виданий того ж 1987 року лонгплей «Mean», що виявився безкомпромісною хард-роковою платівкою з запалом та динамікою характерних для перших робіт гурту Montrose. Проте такий склад не залишився надовго, бо Едвардса змінив Джонні Бі Беданджек (Johnny Bee Bedanjek), а перед записом платівки «The Speed Of Sound» було взято ще й Пета Фіена (Pat Feehan) — синтезатори. Але сконцентрувавшись головним чином на мелодійних аспектах і запропонувавши дуже рафінований альбом, музиканти втратили позиції, здобуті попередньою роботою. Внаслідок цього Ронні вирішив розпрощатися з музикантами.
1990 року він записав лонгплей «The Diva Station». Ця напівінструментальна пропозиція поєднувала у собі елементи року, хеві-металу, соул та джазу. З цього альбому походила, наприклад, незвичайна версія старого хіта Walker Brothers «Stay With Me Baby». Ронні Монтроз без сумніву залишається дуже талановитим гітаристом, але йому ніяк не вдається знайти відповідного виходу для своєї енергії, щоб мати також і комерційний успіх.

## Дискографія
- 1978: Open Fire
- 1986: Territory
- 1987: Mean
- 1988: The Speed Of Sound
- 1990: The Diva Station
- 1991: Mutatis Mutandis
- 1994: Music From Here
- 1996: Mr. Bones
- 1999: Roll Over And Play Live
- 1999: Bearings

### Montrose
- 1974: Montrose
- 1974: Paper Money
- 1975: Warner Bros Presents… Montrose!
- 1976: Jump On It
- 2000: The Very Best of

### Gamma
- 1979: Gamma 1
- 1980: Gamma 2
- 1982: Gamma 3
- 2000: Gamma 4

### Інші
- Anti-m — Positively Negative (1995)
- Various Artists — The Songs Of Pink Floyd (2002)